# Pierregot
Pierregot település Franciaországban, Somme megyében. Lakosainak száma 282 fő (2022. január 1.). Pierregot Mirvaux, Molliens-au-Bois és Rubempré községekkel határos.

## Népesség
A település népességének változása:
| Lakosok száma | 260  | 276  | 283  | 280  | 282  | 282  | 285  | 285  | 282  |
|               | 2013 | 2015 | 2016 | 2017 | 2018 | 2019 | 2020 | 2021 | 2022 |